# Ivanov (apellido)
Ivánov (en ruso Иванов) es un apellido ruso y búlgaro muy frecuente. La forma femenina es Ivanova o Ivánova, respectivamente. Por su frecuencia,  ocupa el primer lugar en las listas de apellidos rusos de Unbegaun y Zhuravlev, y el segundo lugar en la lista de Balanovskaya.

## Origen
Se trata de un apellido patronímico y se forma a partir del nombre propio del padre o abuelo Iván -en hebreo יהוחנן (Juan en español), con la adición del sufijo posesivo -ov-: "de los Ivanes". El nombre ruso "Iván" se remonta al hebreo "Yohanan" - "la gracia de Dios".
En el siglo 19 (al menos a principios y mediados de siglo), el apellido se usaba principalmente con la penúltima sílaba tónica (Ivánov). Actualmente se usa más a menudo con el acento en la última sílaba: Ivanov. La variante Ivánov se consideraba a principios del siglo XX inherente a la nobleza, aunque históricamente esto está lejos de ser exacto.

## Bulgaria
El apellido existe en Bulgaria en la forma Ivánov.

## Pueblo mari
Este apellido está también bastante extendido entre los maris. En la "Enciclopedia biográfica de los maris" de Valery Mochaev, de 3849 personalidades destacadas, 39 llevan el apellido Ivanov.

## En la cultura popular
El nombre Iván Ivánovich Ivanov a menudo se encuentra como una imagen prototípica de una persona rusa en general, cumpliendo la función que el nombre José García tendría en español o John Smith en inglés.
- Datos: Q16654835
- Multimedia: Ivanov (surname) / Q16654835